# Ryūnosuke Satō
Ryūnosuke Satō (佐藤 龍之介?, Satō Ryūnosuke; Nishi-Tokyo, 16 ottobre 2006) è un calciatore giapponese, centrocampista del Fagiano Okayama in prestito dal FC Tokyo e della nazionale giapponese.

## Carriera

### Club
Cresciuto nel settore giovanile del FC Tokyo, ha debuttato in prima squadra l'8 marzo 2023 nell'incontro di Coppa J.League perso 1-0 contro il Cerezo Osaka. Nel gennaio del 2025 è stato ceduto in prestito al Fagiano Okayama.

### Nazionale
Ha giocato con le nazionali giovanili giapponesi Under-16, Under-17, Under-18, Under-19, Under-20 ed Under-23.
Il 10 giugno 2025 ha debuttato, all'età di 18 anni e 237 giorni, con la nazionale maggiore nella partita di qualificazione per il campionato mondiale 2026 vinta 6-0 contro l'Indonesia.

## Statistiche

### Presenze e reti nei club
Statistiche aggiornate al 10 giugno 2025.
| Stagione        | Squadra         | Campionato      | Campionato | Campionato | Coppe nazionali | Coppe nazionali | Coppe nazionali | Coppe continentali | Coppe continentali | Coppe continentali | Altre coppe | Altre coppe | Altre coppe | Totale | Totale | Totale |
| Stagione        | Squadra         | Comp            | Pres       | Reti       | Comp            | Pres            | Reti            | Comp               | Pres               | Reti               | Comp        | Pres        | Reti        | Pres   | Reti   |        |
| --------------- | --------------- | --------------- | ---------- | ---------- | --------------- | --------------- | --------------- | ------------------ | ------------------ | ------------------ | ----------- | ----------- | ----------- | ------ | ------ | ------ |
| 2023            | FC Tokyo        | J1              | 0          | 0          | CG+CdL          | 2+0             | 0               | -                  | -                  | -                  | -           | -           | -           | 2      | 0      |        |
| 2024            | FC Tokyo        | J1              | 3          | 0          | CG+CdL          | 1+1             | 0               | -                  | -                  | -                  | -           | -           | -           | 5      | 0      |        |
| 2025            | Albirex Niigata | J1              | 14         | 4          | CG+CdL          | 0               | 0               | -                  | -                  | -                  | -           | -           | -           | 14     | 4      |        |
| Totale carriera | Totale carriera | Totale carriera | 17         | 4          |                 | 4               | 0               |                    | -                  | -                  |             | -           | -           | 21     | 4      |        |

### Cronologia presenze e reti in nazionale
| Cronologia completa delle presenze e delle reti in nazionale ― Giappone | Cronologia completa delle presenze e delle reti in nazionale ― Giappone | Cronologia completa delle presenze e delle reti in nazionale ― Giappone | Cronologia completa delle presenze e delle reti in nazionale ― Giappone | Cronologia completa delle presenze e delle reti in nazionale ― Giappone | Cronologia completa delle presenze e delle reti in nazionale ― Giappone | Cronologia completa delle presenze e delle reti in nazionale ― Giappone | Cronologia completa delle presenze e delle reti in nazionale ― Giappone |
| Data                                                                    | Città                                                                   | In casa                                                                 | Risultato                                                               | Ospiti                                                                  | Competizione                                                            | Reti                                                                    | Note                                                                    |
| ----------------------------------------------------------------------- | ----------------------------------------------------------------------- | ----------------------------------------------------------------------- | ----------------------------------------------------------------------- | ----------------------------------------------------------------------- | ----------------------------------------------------------------------- | ----------------------------------------------------------------------- | ----------------------------------------------------------------------- |
| 10-6-2025                                                               | Suita                                                                   | Giappone                                                                | 6 – 0                                                                   | Indonesia                                                               | Qual. Mondiali 2026                                                     | -                                                                       | 69’                                                                     |
| 8-7-2025                                                                | Yongin                                                                  | Giappone                                                                | 6 – 1                                                                   | Hong Kong                                                               | Coppa dell'Asia orientale 2025                                          | -                                                                       | 64’ 81’                                                                 |
| 12-7-2025                                                               | Yongin                                                                  | Giappone                                                                | 2 – 0                                                                   | Cina                                                                    | Coppa dell'Asia orientale 2025                                          | -                                                                       | 70’                                                                     |
| 15-7-2025                                                               | Yongin                                                                  | Corea del Sud                                                           | 0 – 1                                                                   | Giappone                                                                | Coppa dell'Asia orientale 2025                                          | -                                                                       | 66’                                                                     |
| Totale                                                                  |                                                                         | Presenze                                                                | 4                                                                       |                                                                         | Reti                                                                    | 0                                                                       |                                                                         |